# Echinolaena standleyi
Echinolaena standleyi là một loài thực vật có hoa trong họ Hòa thảo. Loài này được (Hitchc.) Stieber mô tả khoa học đầu tiên năm 1987.